# تيتو مالاجون
تيتو مالاجون (بالإسبانية: Alberto Malagón Amate)‏ هو لاعب كرة قدم إسباني في مركز الوسط، ولد في 2 يوليو 1988 في ألكالا دي إيناريس في إسبانيا. لعب مع أدميرا فاكر مودلينغ ورايو فايكانو ب ورايو فايكانو.

## وصلات خارجية
- تيتو مالاجون على موقع قاعدة بيانات كرة القدم.إي يو (الإنجليزية)
- تيتو مالاجون على موقع Soccerway.com (الإنجليزية)
- تيتو مالاجون على موقع عالم كرة القدم.نت (الإنجليزية)